# River Heights (circonscription électorale)
Circonscription électorale provinciale du Canada
River Heights est une circonscription électorale provinciale du Manitoba (Canada).
Les circonscriptions limitrophes sont Lord Roberts et Fort Rouge à l'est, Fort Whyte au sud, Wolseley au nord et Tuxedo à l'ouest.

## Liste des députés
| River Heights | River Heights      | River Heights             | River Heights  | River Heights |
| Nom           | Nom                | Parti                     | Mandat         | Législature   |
| ------------- | ------------------ | ------------------------- | -------------- | ------------- |
|               | W. B. Scarth       | Progressiste-conservateur | 1958 - 1959    | 25e           |
|               | W. B. Scarth       | Progressiste-conservateur | 1959 - 1962    | 26e           |
|               | Maitland Steinkopf | Progressiste-conservateur | 1962 - 1966    | 27e           |
|               | Sidney Spivak      | Progressiste-conservateur | 1966 - 1969    | 28e           |
|               | Sidney Spivak      | Progressiste-conservateur | 1969 - 1973    | 29e           |
|               | Sidney Spivak      | Progressiste-conservateur | 1973 - 1977    | 30e           |
|               | Sidney Spivak      | Progressiste-conservateur | 1977 - 1979    | 31e           |
|               | Gary Filmon        | Progressiste-conservateur | 1979 - 1981    | 31e           |
|               | Warren Steen       | Progressiste-conservateur | 1981 - 1986    | 32e           |
|               | Sharon Carstairs   | Libéral                   | 1986 - 1988    | 33e           |
|               | Sharon Carstairs   | Libéral                   | 1988 - 1990    | 34e           |
|               | Sharon Carstairs   | Libéral                   | 1990 - 1994    | 35e           |
|               | Mike Radcliffe     | Progressiste-conservateur | 1995 - 1999    | 36e           |
|               | Jon Gerrard        | Libéral                   | 1999 - 2003    | 37e           |
|               | Jon Gerrard        | Libéral                   | 2003 - 2007    | 38e           |
|               | Jon Gerrard        | Libéral                   | 2007 - 2011    | 39e           |
|               | Jon Gerrard        | Libéral                   | 2011 - 2016    | 40e           |
|               | Jon Gerrard        | Libéral                   | 2016 - 2019    | 41e           |
|               | Jon Gerrard        | Libéral                   | 2019 - 2023    | 42e           |
|               | Mike Moroz (en)    | Néo-démocrate             | 2023 - présent | 43e           |